# Češkoslovaška krona
Češkoslovaška krona (češko koruna československá, slovaško koruna česko-slovenská) je denarna enota, ki se je uporabljala v nekdanji Češkoslovaški. Delila se je na 100 halerjev (haléř, halier). Njena tričrkovna koda po standardu ISO 4217 je bila CSK, do 31. oktobra
1945 se je uporabljala tudi oznaka Kč, zatem pa Kčs. Halerje so v češčini zapisovali tudi kot h, v slovaščini pa kot hal.
Krono so v Avstro-Ogrski uvedli 11. septembra 1892 kot moderno na zlati podlagi temelječo denarno enoto. Po razpadu habsburške monarhije in nastanku Češkoslovaške leta 1918 se je pokazala nujna potreba po čimprejšnji uvedbi lastne valute, da bi se izognili inflaciji v ostalih predelih nekdanje Avstro-Ogrske. 10. aprila 1919 je bila sprejeta denarna reforma, ki je uvedla češkoslovaško krono. Prvi bankovci so prišli v obtok še istega leta, prvi kovanci pa leta 1922. 
Krona je doživela še nekaj reform, najbolj drastična pa se je zgodila leta 1953, ko se je KPČS morala soočiti z dejstvom, da v državi obstaja dvojni trg: trg s fiksnimi cenami, ki je še kot ostanek racionalizirane oskrbe po koncu 2. svetovne vojne zagotavljal oskrbo z osnovnimi živili, in prosti trg, kjer so bili izdelki tudi do osemkrat dražji, vendar tudi kvalitetnejši. Sklenjeno je bilo, da bo denarna reforma začela veljati 1. junija 1953, in da bodo obstoječe bankovce nadomestili novi, natisnjeni v Sovjetski zvezi. Reforma je bila pripravljena na hitro in strogo zaupna vse do zadnjega trenutka, kljub temu je nekaj namigov pricurljalo v javnost in povzročilo nemalo panike. Tako je še celo zadnji večer pred začetkom reforme predsednik države Antonín Zápotocký po radiu najodločneje zanikal možnost kakršnekoli reforme. Naslednji dan so prebivalci, ki jih niso uvrstili v kategorijo »kapitalistični element«, lahko zamenjali do 300 novih kron v razmerju 5 starih kron za eno novo, preostanek pa v desetkrat slabšem razmerju. Vse obveznice in ostali vrednostni papirji so bili razveljavljeni. Precejšnjemu delu prebivalstva so se gmotne razmere poslabšale, kar je povzročilo številne peticije in demonstracije, najbolj množične so bile v Plznu, kjer so aretirali 472 ljudi.
Po razdružitvi Češkoslovaške na začetku leta 1993 sta obe njeni naslednici, Češka in Slovaška, uporabljali češkoslovaško krono še do 7. februarja 1993, naslednji dan pa sta jo nadomestili vsaka s svojo lastno valuto, ki je pri obeh državah ohranila ime 'krona'.